# Sororoditha hirsuta
Sororoditha hirsuta är en spindeldjursart som först beskrevs av Luigi Balzan 1887.  Sororoditha hirsuta ingår i släktet Sororoditha och familjen Tridenchthoniidae. Inga underarter finns listade i Catalogue of Life.